# Волго-Ахтубинская пойма (природный парк)
Природный парк «Волго-Ахтубинская пойма» — природный парк, расположенный в Среднеахтубинском, Ленинском и Светлоярском районах Волгоградской области и находящийся на территории Волго-Ахтубинской поймы. Имеет международный статус биосферного резервата ЮНЕСКО.
Парк был создан постановлением Главы Администрации Волгоградской области в 2000 году. Категория «природный парк» присвоена в соответствии с ФЗ «Об особо охраняемых природных территориях» и Законом Волгоградской области № 641-ОД «Об особо охраняемых природных территориях Волгоградской области» от 7 декабря 2001.

## Причины создания парка
Уникальная ценность поймы — водно-болотные угодья и ключевые орнитологические территории международного значения (места гнездования и отдыха птиц, заливные луга с максимальной продуктивностью, нерестилища, плодородные пойменные земли.)
Для Волгоградской области Волго-Ахтубинская пойма выполняет роль регулятора состава атмосферного воздуха городов Волгограда и Волжского. По совокупности показателей экологические системы поймы отнесены к первой категории международной значимости. В последние десятилетия экологическое равновесие, установившееся в пойме за столетия, нарушено.
Территория Парка и его буферная зона включают объекты историко-культурного наследия многочисленных народов на историческом перекрестке цивилизаций. Организация Парка вызвана необходимостью законодательно обеспечить сохранность уникальных природных и историко-культурных комплексов Волго-Ахтубинской поймы.
На территории Природного парка располагается государственный охотничий заказник «Лещевский» регионального значения, имеющий свою администрацию.

## Охрана природы
Охране и воспроизводству на территории Парка подлежат:
- естественные экологические системы,
- атмосферный воздух,
- поверхностные и подземные воды,
- земля и её недра,
- лесная и иная растительность,
- животный мир,
- генетический фонд.

Осенью 2013 года по заказу Министерства природных ресурсов и экологии РФ были организованы исследования на территории поймы. Конечным этапом должна стать разработка концепции рационального использования водных ресурсов Нижней Волги и сохранения уникальной системы Волго-Ахтубинской поймы, создать которую планируется к 2015 году. Исследования проводились с помощью дирижабля в носовой части которого была установлена система оптико-электронной развилки, которая позволяет обнаруживать, фотографировать, определять характеристики объектов в нескольких километрах от дирижабля. С помощью воздушных лазерных сканеров судно могло проводить трёхмерную съемку, по результатам которой планируется создать цифровую модель территории Волго-Ахтубинской поймы. Параллельно проводились наземные исследования, а также спутниковая съёмка местности и анализ той работы, которая уже была проделана учёными ранее, с целью объединения всех разрозненных фактов о количестве и качестве ресурсов поймы, о её нынешнем состоянии и конкретных изменениях, произошедших со времен строительства Волжской ГЭС.

## Историко-культурные объекты
На территории парка есть объекты обладающие исторической и археологической значимостью:
- Погребения бронзового века в р-не хутора Черепашки.
- Волгоградский дебаркадер

## Рекреационная ёмкость
Расчет рекреационной потребности агломерации (крупных городов) в территории отдыха проводится на основе известных данных: в пределах агломерации отдыхом в пригородной зоне могут воспользоваться до 600 тыс. чел. Учитывая рассредоточение отдыхающих по всей территории пригорода, на пойменную часть придется порядка 1/2 части нагрузки, то есть потребность в размещении составит до 300 тыс. чел. (без учёта жителей Краснослободска, Средней Ахтубы, Ленинска).

## Расположение
Волго-Ахтубинская пойма расположена в бассейне реки Волги на территории Среднеахтубинского, Ленинского и Светлоярского районов Волгоградской области.
С одной стороны Волго-Ахтубинскую пойму ограничивает река Волга, с другой — Ахтуба.
Пойма тянется полосой шириной в несколько десятков километров. Со всех сторон она окружена степями.
Пойма осуществляет важнейшие биосферные функции планетарного масштаба. Уникальная ценность поймы — водно-болотные угодья и ключевые орнитологические территории международного значения.
Также, Волго-Ахтубинская пойма выполняет роль регулятора состава атмосферного воздуха городов Волгограда и Волжского. По совокупности показателей экологические системы поймы отнесены к первой категории международной значимости.

## Геоморфология
Волго-Ахтубинская пойма — очень молодое постплейстоценовое образование, формировавшееся на протяжении 7-8 тыс. лет на месте глубокого эстуария. Абсолютные отметки поверхности долин колеблются в пределах от −5 м на севере до −8, −9 м на юге. Волго-Ахтубинская пойма сложена мощной толщей (25-40 м) современных аллювиальных отложений, представленных песками.
Минимальная высота: 11,6 м ниже уровня моря. Максимальная высота: 1,5 м выше уровня моря.
Тип рельефа — аккумулятивно-пойменный гривисто-ложбинный. Подтипы:
- гривистая, сильно расчлененная приречная пойма, 30 %
- равнинная (плоская) внутренняя пойма, 70 %.

## Климат
Климат в Волго-Ахтубинской пойме достаточно мягкий, влажный, более ровный, чем в степи, с меньшими колебаниями температур.
Ежегодно здесь наблюдается сильное половодье.
В Волго-ахтубинской пойме меньше дождей, но меньше и засушливых дней. Однако в целом лето достаточно жаркое, в отдельные годы температура достигает 40 °C. По обилию света, количеству ясных дней, интенсивности солнечной радиации у поверхности земли Волго-Ахтубинская пойма мало уступает субтропикам Крыма, что позволяет выращивать некоторые теплолюбивые культуры (например, виноград, кукурузу и др.).
Согласно классификации Б. П. Алисова, Волго-Ахтубинская пойма относится к континентальной Восточно-европейской климатической области, которую можно характеризовать как умеренно сухую и очень теплую, с суммарной солнечной радиацией 115—120 ккал/кв. см год, с суммой активных температур выше 10 °C 3200-3400.
Среднемесячная t июля +24,7 °C, среднемесячная t февраля 8,8 °C. Среднегодовая сумма осадков 259,4 мм (метеостанция п. Госпитомник). Преобладающие ветры Ю-В. Наиболее опасные климатические явления: периодически повторяющийся влагодефицит в засушливые маловодные годы (2-3 в пятилетие).
В среднем годовая продолжительность солнечного сияния в районе Волго-Ахтубинской поймы составляет 2 250-2 265 ч. Годовая амплитуда температуры воздуха достигает 33-35°, количество осадков не многим более 300 мм при испаряемости, превышающей 800 мм.
Лето в пойме жаркое, что связано с преобладанием в Нижнем Поволжье устойчивой антициклональной погоды. Максимальные температуры в отдельные годы достигают 40 °C. Холодный период продолжается с середины ноября до конца марта (он ограничивается датами перехода среднесуточной температуры через 0° осенью и весной), но настоящая зима с установлением устойчивого снежного покрова наступает в середине декабря.
При средней температуре самого холодного месяца, равной примерно −9 °C, в отдельные зимы с обеспеченностью около 20 % бывают морозы до −25°…-30°С. Зимой увеличивается количество облачности, особенно в декабре, больше половины дней в котором бывает без солнца. К началу весны количество ясных дней резко увеличивается.
Годовое количество осадков в районе Волго-Ахтубинской поймы составляет 310—320 мм, что является типичным показателем для сухостепно-полупустынной зоны. Тем не менее, за счет более интенсивного испарения относительная влажность в пойме в теплый сезон на 10-12 % выше окружающих степных пространств.

## Почвенный состав
Бурые пустынно — степные лугового и лесо-лугового типа, смольницы, слитые почвы темноцветные и красноцветные. Аллювиальные и луговые насыщенные (55 %), аллювиальные луговые насыщенные в комплексе с солонцами луговыми (13 %), аллювиальные пески, супеси, суглинки, глины. Глубина залегания — 0,2-1,0 м.

## Геоморфологические объекты
Древние приречные дюны с фрагментами керамики бронзового века; классический опорный разрез отложений с фрагментами фауны позднего-среднего плейстоцена (левый берег р. Ахтуба в 3 км ниже по течению от с. Колобовка).

## Водные объекты
Грунтовые воды залегают на глубине от 0 до 5 метров. Разлив воды в период половодья в пределах Волго-Ахтубинской поймы достигает 20-30 м.
В месте ответвления Ахтубы построен Волго-Ахтубинский канал длиной 6,6 км. Среднесуточное поступление в реку Ахтубу по Волго-Ахтубинскому составляет 70-75 м³/сек. Дополнительное питание Ахтуба получает за счет сброса шлюзовой воды в количестве 10-15 м³/сек. Максимальный расход при шлюзовании составляет 250 м³/сек.
В число объектов Государственного Водного фонда входят:
- р. Волга, протяженность — 104 км;
- р. Ахтуба, протяженность 86 км;
- Краснослободский тракт, протяженность 33 км;
- Каширинский тракт, протяженность 117 км.
- Кроме того, рукавов — 3, затонов — 6, крупных проток — 5, мелких ериков — около 120.
- Озёр около 200, общей площадью 42 тыс. га. (30 % от площади Парка).
- Болот — 2, общей площадью 400 га.

## Природные комплексы
Наиболее сохранившиеся эталонные участки интразональных природных комплексов, с местным и ложно-местным биоразнообразием:
- водно-болотные угодья
- нерестилища
- места концентрации птиц водно-болотного комплекса, в том числе глобально редких
- гнездовья орлана-белохвоста
- пойменные дубравы особого экотипа дуба черешчатого (форпост дуба на крайнем Юго-востоке России)
- места обитания реликтовых растений (папоротников)
- уникальное сочетание водно-болотных угодий с галерейными дубравами

## Экосистемы, уникальные биотические комплексы
Водные экосистемы рек Волги, Ахтубы, озёр, ериков и других водных объектов включают интразональные водно-болотные экосистемы, пойменные луга, парковые дубравы, галерейные пойменные леса.
Уникальные природные комплексы и объекты: последний сохранившийся естественный участок речной долины реки Волги.
Водно-болотные угодья, отвечающие условиям Рамсарской конвенции; ключевая орнитологическая территория международного значения «Ахтубинское поозерье» ВГ-005, Ru-125. Места концентрации редких и водно-болотных птиц, в том числе глобально редких, последние сохранившиеся естественные нерестилища осетровых пород рыб.

## Флора и фауна

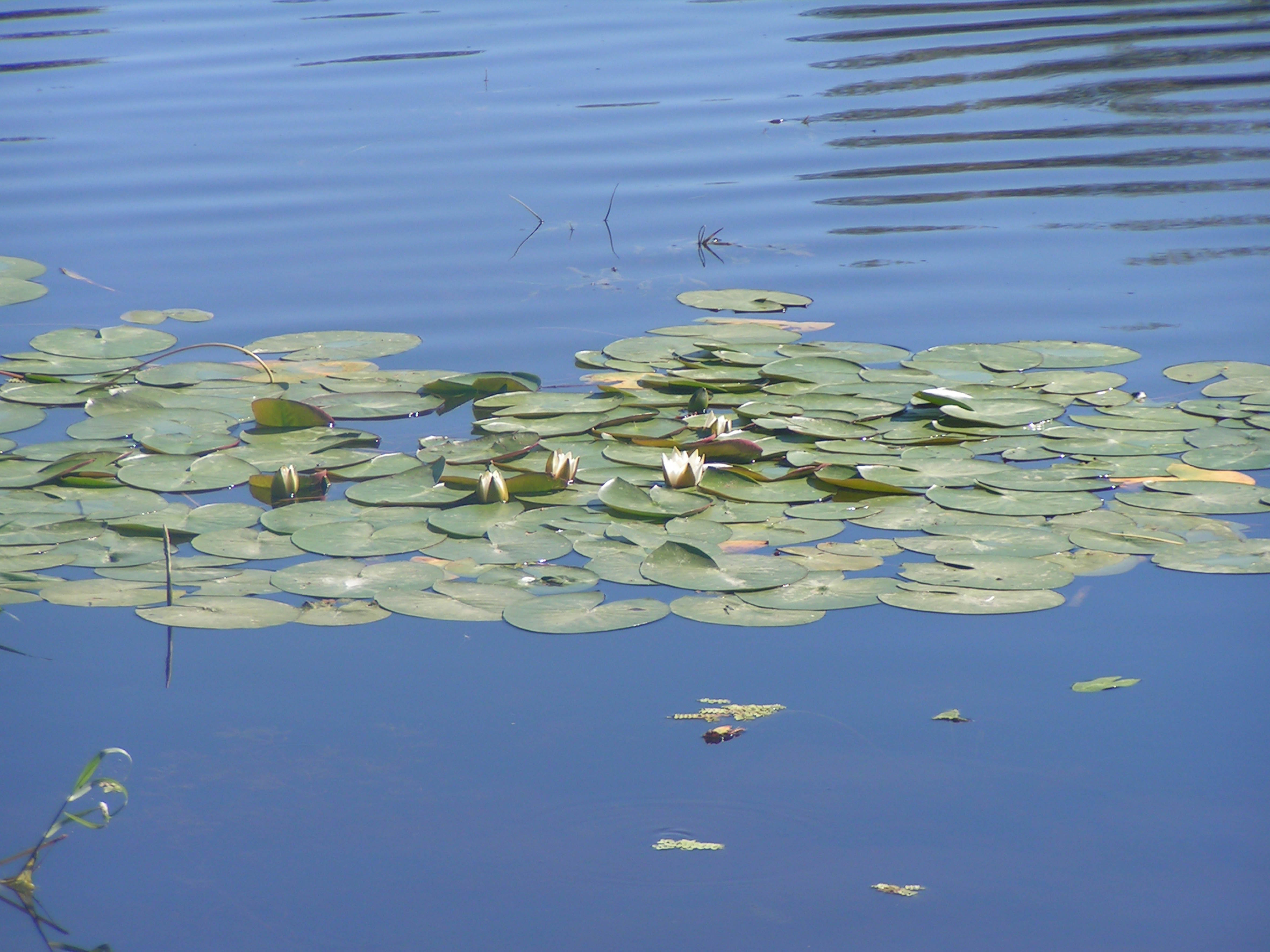
Кувшинки

Произрастают в пойме лекарственные растения — боярышник сомнительный, смородина золотистая, шиповник иглистый, шелковица черная, валериана лекарственная, ландыш майский, череда трехраздельная, солодка голая, пустырник сердечный, жимолость съедобная, лох узколистный, облепиха крушиновидная, алтей лекарственный, ромашка аптечная, василёк малый, горец перечный.
Наиболее полно и подробно изучены в пойме птицы. Орнитофауна поймы характеризуется исключительно богатым видовым и экологическим разнообразием (более 80 % от всех наземных позвоночных), а также высокой плотностью пернатых. За все годы исследований в пределах волгоградской части Волго-Ахтубинской поймы зарегистрировано более 200 видов птиц, которые распределяются в 16 отрядах и 47 семействах.
Каждый 6-й вид водно-болотных птиц считается «краснокнижным», причем 4 вида глобально редких из Красной книги МСОП. Кроме них ещё 11 включены во второе издание Красной книги РФ, и 4 вида регионально редких рекомендованы к занесению в новое издание Красной книги Волгоградской области. Всего в Волго-Ахтубинской пойме гнездится 24 вида уязвимых птиц разного статуса охраны.
Земноводные представлены 4 видами: озерная лягушка, краснобрюхая жерлянка, чесночница, зеленая жаба.
Из рептилий встречаются: болотная черепаха, обыкновенный и водяной ужи, прыткая ящерица, узорчатый полоз.[1]
Из рукокрылых встречаются обыкновенная и водяная ночницы, рыжая вечерница.[2]
В парке «Волго-Ахтубинская пойма» охране подлежат занесенные в Красную книгу редкие и исчезающие виды растений — марсилия четырехлисточковая, тюльпан Биберштейна, двутычинница двутычинковая, болотник щитолистный, валериана волжская, заразиха синеватая, кувшинка чистобелая, осока омская, солодка голая, сальвиния плавающая, стрелолист.
Редкие и исчезающие биологические виды (виды, находящиеся под угрозой исчезновения, уязвимые, узколокализованные виды с крайне невысокой численностью, реликтовые растения и места их обитания):
- растений — 8 видов
- птиц —19 видов
- рыб — 5 видов
- моллюсков — 1 вид
- пиявок — 1вид
- насекомых — 20 видов

Здесь обнаружено озеро лотосов, красивейшего цветка, который раньше в Европейской части России произрастал только в дельте Волги, под Астраханью.
На территории парка были обнаружены мухомор Виттадини и трутовик лакированный, занесённые в Красную Книгу России. Кроме этого, исследователи обнаружили в пойме более 200 видов разнообразных грибов, среди которых есть и редкие, такие как звездовик сводчатый, дубовик, полубелый гриб и др.

## Экология
Как и у большинства прекрасных уголков планеты, у Волго-Ахтубинской поймы есть свои экологические проблемы. Значительно сократились популяции рыб (хотя всё ещё продолжают радовать рыбаков), в пойме исчезают дубовые леса. Именно поэтому здесь был создан природный парк «Волго-Ахтубинская пойма».
В настоящее время особенно сильный «удар» по экологии Волго-Ахтубинской поймы наносится в связи со строительством моста через Волгу и застройкой больших территорий поймы коттеджными посёлками, которых судя по данным с сайта Росреестра на данный момент, насчитывается уже более 30. В основном застраиваются бывшие сельскохозяйственные поля, по документам значащиеся как земли для садоводства, огородничества и дачного строительства. На самом же деле строятся полноценные посёлки с объектами инфраструктуры.
В 2021 году на фоне протестов активистов Минприроды России разрешило строить дорогу через Волго-Ахтубинскую пойму. Проект предполагает вырубку нескольких тысяч дубов.

## История и археология
Есть в Волго-Ахтубинской пойме и свои археологические и историко-культурные объекты:
- Погребения бронзового века в районе хутора Черепашки,
- Памятник в хуторе Ямы, где располагался штаб Юго-Восточного фронта во время Сталинградской битвы,
- Памятник в хуторе Тумак, где располагалась база флота.